# فجوة الأجور بين الجنسين في الولايات المتحدة
فجوة الأجور بين الجنسين في الولايات المتحدة، مقياس بين مكاسب الذكور والإناث في القوة العاملة. تُستخدم فجوة الأجور غير المعدلة مقابل فجوة الأجور المعدلة عند حساب فجوة الأجور. تأخذ فجوة الأجور المعدلة في الاعتبار الفروق في ساعات العمل، والمهن المختارة، والتعليم والخبرة الوظيفية، في حين تتمثل فجوة الأجور غير المعدلة بالفرق الإجمالي في إجمالي الأجر في الساعة للذكور والإناث في الولايات المتحدة. يبلغ متوسط الراتب غير المعدل للإناث حوالي 80% من متوسط رواتب الذكور، مقارنة بحوالي 95% من متوسط الراتب المعدل.

## الإحصائيات
ارتفعت الأجور السنوية المتوسطة للنساء (والتي يستخدمها مكتب الإحصاء لحساب فجوته بين الجنسين وتشمل المكافآت، بينما يستخدم مكتب الإحصاءات العملية أجورًا أسبوعية لا تشمل ذلك) مقارنة بالرجال بشكل سريع من عام 1980 إلى 1990 (من 60.2% إلى 71.6%)، وبشكل أقل من عام 1990 إلى 2000 (من 71.6% إلى 73.7%)، من عام 2000 إلى 2009 (من 73.7% إلى 77.0%)، ومن عام 2009 إلى 2018 (من 77.0% إلى 81.1%). تتراوح الفجوة المتوسطة في الأجور في الولايات المتحدة بين الرجال والنساء بين 22- 30%. خلصت دراسة أجراها مركز بيو للأبحاث في عام 2022 إلى أن الفجوة غير المعدلة قد ثبتت بشكل أساسي لمدة 20 عامًا بين القوى العاملة بمعدل حوالي 20-22%، على الرغم من أنها تضيق إلى حد ما بين العاملين الأصغر سنًا. وجد مركز بيو أيضًا أنه حتى نهاية عام 2021، لم يبدو أن جائحة كوفيد-19 قد تسببت بزيادة هذه الفجوة.

### حسب الولاية
كانت مكاسب المرأة في عام 2016 أقل من مكاسب الرجل في جميع الولايات ومقاطعة كولومبيا وفقًا لمسح أجراه مكتب الإحصاء الأمريكي. بلغت نسبة المكاسب الوطنية للإناث إلى الذكور 81.9%. احتلت ولاية يوتا المرتبة الأدنى بنسبة 69.9% بينما احتلت ولاية فيرمونت المرتبة الأعلى بنسبة 90.2%.

### حسب الصناعة والمهنة
كان متوسط الدخل الأسبوعي للمرأة أقل من متوسط الدخل الأسبوعي للرجال في جميع الصناعات في عام 2009، وكانت الأنشطة المالية هي التي بها أكبر فجوة في الأجور بين الجنسين من بين الصناعات. بلغ متوسط الأجر الأسبوعي للنساء العاملات في الأنشطة المالية 70.5% من متوسط الأجر الأسبوعي للرجال في تلك الصناعة. كانت صناعة البناء هي الصناعة ذات الفجوة الأصغر في الأجور بين الجنسين، إذ تحصل النساء على 92.2% مما يكسبه الرجال.
كان متوسط الأجر الأسبوعي للمرأة في عام 2009، أعلى من دخل الرجل في أربع مهن فقط من أصل 108 من المهن التي كانت البيانات الكافية بشأنها متاحة لمكتب إحصاءات العمل. كانت المهن الأربع ذات الدخل الأسبوعي الأعلى للمرأة مقارنة بالرجل هي «تقنيو العلوم الحياتية والبدنية والاجتماعية الأخرى» (102.4%)، و«الخبازون» (104.0%)، و«مساعدو المدرسين» (104.6%)، و«العاملين في غرف الطعام والمقاهي ومساعدي سقاة الحانات» (111.1%).
عُثر على أكبر أربع فجوات في الأجور بين الجنسين في المهن ذات الأجور الجيدة مثل «الأطباء والجراحون» (64.2%)، و«وكلاء مبيعات الأوراق المالية والسلع والخدمات المالية» (64.5%) و«المدراء الماليين» (66.6%)، و«المتخصصون الآخرون في العمليات التجارية» (66.9%).
أظهر تقرير مكتب إحصاءات العمل الذي سلط الضوء على مكاسب المرأة في عام 2003 أنه لم يكن هناك سوى وظيفتين في عام 2003 تجاوز فيهما متوسط الدخل الأسبوعي للمرأة دخل الرجل، وكانت المهنتان هما «التعبئة والتغليف باليد» (101.4%) و«التشخيص الصحي ومعالجة فنيي الدعم الممارسين» (100.5%).
أفادت بلومبرغ نيوز في عام 2009 بأن ستة عشر امرأة ترأس شركات في مؤشر ستاندرد آند بورز 500 حققن متوسط أرباح قدره 14.2 مليون دولار في أحدث السنوات المالية لهن، بزيادة قدرها 43% عن المتوسط الذي حققه الرجال. وجدت وكالة بلومبرغ نيوز أيضًا أن النساء اللاتي كُنّ رئيسات تنفيذيات لشركات ستاندرد آند بورز 500 في عام 2008 حصلن على زيادة بنسبة 19% في عام 2009، بينما حقق الرجال تخفيضًا بنسبة 5%.
تكشف العديد من الدراسات حول النساء في المهنة القانونية عن استمرار وجود فجوات في أرقام الشراكة في كبرى شركات المحاماة الأمريكية، ورغم تخرج النساء من كليات الحقوق بأعداد متساوية لأكثر من عشرين عامًا، إلا أن نسبة النساء في شركات المحاماة لا تتجاوز 16-19% من شركاء المحاماة.
استشهدت صحيفة يو إس إيه توداي في 26 أغسطس 2016 بتقرير من مجلة فوربس يفيد بأن فجوة الأجور بين الجنسين في هوليوود أكبر من فجوة الأجور بين النساء العاملات بشكل عام، وأنها تزداد سوءًا بالنسبة للنجمات الأكبر سنًا.
أفادت دراسة أجرتها رابطة أساتذة الجامعات الأمريكية للعام الدراسي 2018-2019 حول تعويضات الهيئة التدريسية، أن النساء اللاتي يعملن كأساتذة بدوام كامل يتقاضين متوسط 81.6% من رواتب الرجال، وتعزى هذه الاختلافات في المقام الأول إلى هيمنة الرجال بشكل كبير على المؤسسات ذات الأجور الأعلى وتوليهم رتبًا أعلى.
أفادت دراسة عام 2020 من موقع هايرد للبحث عن وظائف في مجال التكنولوجيا، أن فجوة الأجور بين الجنسين قد تتزايد في هذا المجال بسبب الاختلافات في التوقعات أثناء التفاوض على الرواتب.

### حسب التعليم
قد يؤدي ارتفاع نسب التعليم إلى زيادة الدخل الإجمالي للمرأة، لكن التعليم لا يسد فجوة الأجور بين الجنسين. تكسب النساء أقل من الرجال في جميع المستويات التعليمية، وتتسع فجوة الأجور بين الجنسين عند الأشخاص ذوي الدرجات العليا مقارنةً بالأشخاص ذوي التعليم الثانوي.
أُفيد في عام 2006 أن أرباح النساء الخريجات من المدارس الثانوية بلغت 69% من أرباح زملائهم الذكور (29,410 دولارًا للنساء، 42,466 دولارًا للرجال)، ولكن تراجعت أرباح النساء إلى 66% من أرباح الرجال بالنسبة للحاصلين على درجات البكالوريوس المتقدمة أو أكثر (59,052 دولارًا للنساء، و88,843 دولارًا للرجال).

### حسب العرق
تكون الفروق في الأجور- في الولايات المتحدة، باستخدام إحصاءات متوسط الدخل في الساعة دون التحكم في الاختلافات في أنواع الوظائف- بالنسبة للرجال البيض أكبر مقارنة بالنساء اللاتينيات (58% من دخل الرجال البيض و90% من دخل الرجال اللاتينيين) والثانية بالنسبة للنساء السوداوات (65% و91% عند مقارنتهم بالرجال السود)، بينما تبلغ فجوة الأجور بين النساء البيض 82%. تكسب النساء الآسيويات رغم ذلك حوالي 87% مما يكسبه الرجال البيض، مما يجعلهن مجموعة النساء التي تعاني بشكل أقل من الفجوة في الأجور مقارنة بالرجال البيض.
يُتوقع أن تكسب النساء العاديات بشكل أقل من دخل الرجل الأبيض بمقدار 430,480 دولارًا على مدار حياتهن. يُتوقع أن تكسب النساء الأمريكيات من السكان الأصليين مقدارًا أقل بحوالي 883,040 دولارًا، بينما تكسب النساء السوداوات أقل بحوالي 877,480 دولارًا، واللاتينيات أقل بحوالي 1,007,080 دولارًا على مدار حياتهن. يبلغ عجز أجر النساء الأمريكيات الآسيويات مدى الحياة 365,440 دولارًا.